# Kobylnice
Kobylnice és un poble i municipi d'Eslovàquia. Es troba a la regió de Prešov, al nord del país.

## Història
La primera referència escrita de la vila data del 1363.

## Demografia
| Godina             | 1994 | 2004 | 2014    | 2024    |
| ------------------ | ---- | ---- | ------- | ------- |
| Nombre de persones | 100  | 109  | 98      | 85      |
| Diferència         |      | +9%  | −10,09% | −13,26% |

| Godina             | 2023 | 2024   |
| ------------------ | ---- | ------ |
| Nombre de persones | 89   | 85     |
| Diferència         |      | −4,49% |